# Григорян, Левон Аветисович
Левон Аветисович Григорян (арм. Լևոն Ավետիսի Գրիգորյան; род. 21 января 1979, Череповец, Вологодская область) — государственный деятель непризнанной Нагорно-Карабахской Республики (НКР), руководитель аппарата правительства НКР (2012—2017), министр экономики и производственных инфраструктур НКР (2017—2020).

## Биография
Родился 21 января 1979 года в городе Череповец, Вологодская область, РСФСР, СССР.
В 1995—1999 годах обучался в бакалавриате экономического факультета Арцахского государственного университета. В 1999—2003 годах обучался в бакалавриате юридического факультета Арцахского государственного университета.
В 1999—2003 годах работал помощником премьер-министра НКР. В феврале-сентябрь 2003 года работал руководителем аппарата Совета гражданской службы.
В 2003—2004 годах занимался предпринимательской деятельностью.
В 2005—2007 годах работал начальником отдела территориального сотрудничества и интеграции аппарата правительства НКР, 2007—2009 годах — заместителем руководителя аппарата правительства НКР. В 2009—2010 годах работал заместителем постоянного представителя НКР в Армении. В 2010—2011 годах работал начальником контрольной службы премьер-министра НКР. С 1 апреля 2011 года работал заместителем министра производственных инфраструктур НКР. С 31 октября 2011 года работал председателем Государственного комитета кадастра недвижимости НКР.
С 2012 года являлся руководителем аппарата правительства НКР, с 4 июля 2015 года должность была переименована в министра-руководителем аппарата правительства НКР.
25 сентября 2017 года президент НКР Бако Саакян назначил Григоряна министром экономики и производственных инфраструктур НКР. 2 ноября 2020 года президент НКР Араик Арутюнян снял Григоряна с должности.
Состоит в браке, имеет троих детей. Беспартийный.